# جوبال بوس
جوبال بوس (بالبنغالية: গোপাল বসু)‏‏ (20 مايو 1947 - 26 أغسطس 2018) هو لاعب كركيت هندي، لعب في مباراة الكريكت بين منتخب الهند الوطني للكريكت ومنتخب إنجلترا للكريكت عام 1974.
كان جوبال مُدربًا رئيسيًا لنادي الكريكيت في داكوريا في كولكاتا. توفي في برمنغهام في 26 أغسطس 2018 على إثر نوبة قلبية.

## روابط خارجية
- جوبال بوس على موقع إي آس بي آن كريك إنفو (الإنجليزية)